# HHHR Tower
Der HHHR Tower, genannt auch Blue Tower, ist ein Wolkenkratzer in Dubai (Vereinigte Arabische Emirate).
Das an der Sheikh Zayed Road liegende Wohngebäude mit 454 Apartments, einer Höhe von 317,6 Meter und 72 Etagen und zählt zu den höchsten der Stadt am Persischen Golf und zu den höchsten Wohngebäuden der Welt. Es wurde von 2006 bis 2010/11 gebaut. Die Vorhangfassade des aus Stahlbeton gefertigten Hochhauses besteht aus Glas. Auf dem Dach wurde zum Erreichen der Höhe eine Turmspitze installiert. Architekt des Gebäudes war Al Hashemi im Büro Farayand Architectural Engineering Consultancy.

## Weblinks

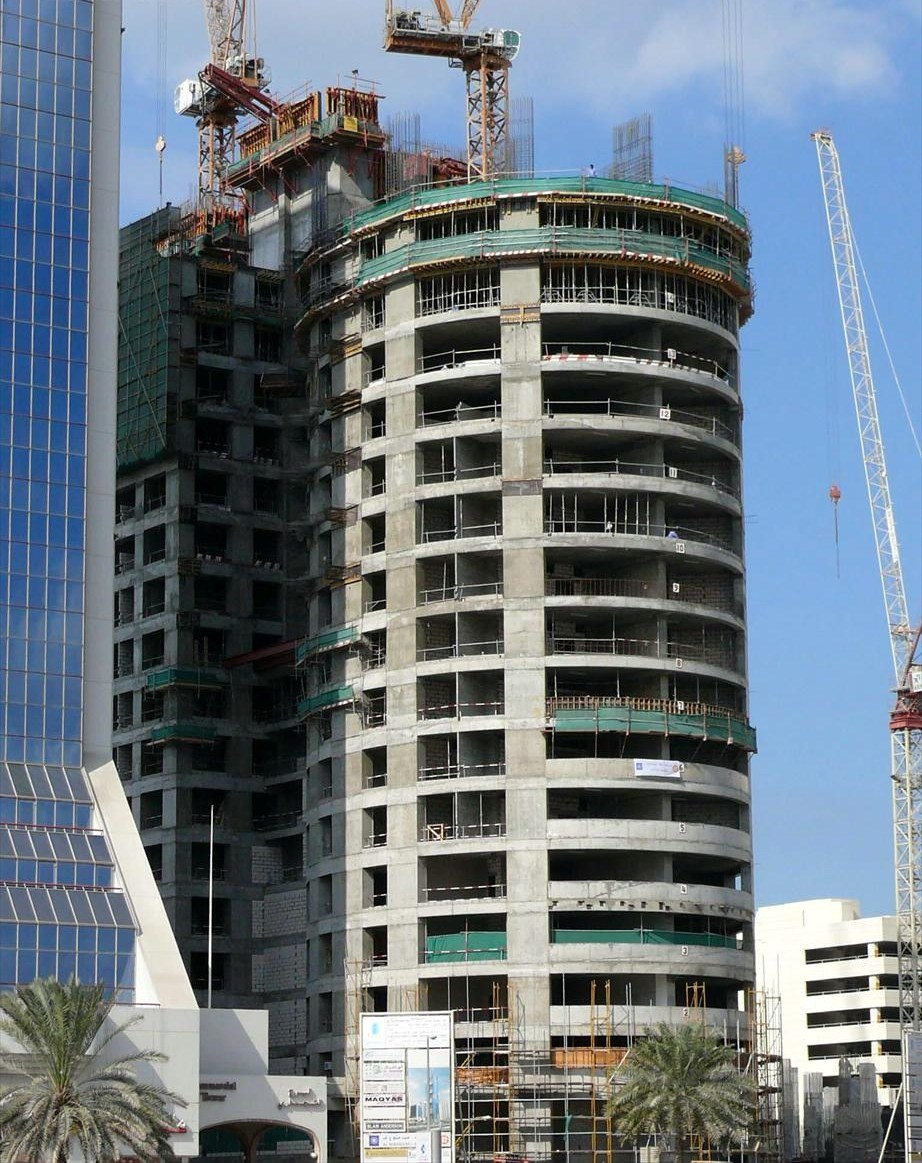
Das Gebäude im Bau, Dezember 2007